# Zabol (Iran)
Pour les articles homonymes, voir Zabol.
Zâbol (زابل) est une ville et un département de la province du Sistan-et-Baloutchistan en Iran, située à la frontière avec le Pakistan et l'Afghanistan.
Zabol est située à proximité du Lac Hamun-e Helmand et la région est irriguée par la rivière Hirmand. La population de Zabol est en majorité persanophone et shiite.
La région de Zabol est fameuse pour son « vent de cent-vingt jours » (bād-e sad-o-bist-roz), un vent fort et persistant qui souffle du nord au sud en été.
L'université de Zabol est la plus grande université du département.
Zabol est aussi célèbre pour son héros local, Rostam, décrit par Ferdowsi dans le Shah Nameh, un des plus célèbres œuvres épiques persane.
Zabol possède un aéroport (code AITA : ACZ).